# Casa da Pereira
A Casa da Pereira localiza-se em Dume, na freguesia de Real, Dume e Semelhe, município de Braga, distrito do mesmo nome, em Portugal.

## História
É um edifício de arquitectura civil, produto de sucessivas transformações nos séculos XVIII e XIX, que lhe conferem um valor cultural único.
Encontra-se classificada como Imóvel de Interesse Público desde 3 de janeiro de 1986.